# Tis v Novém Městě nad Metují
Novoměstský tis je zřejmě nejstarším tisem okresu Náchod. Roste přímo u hlavní silnice (ulice Českých bratří). Tento památný strom je chráněn od roku 1981 pro svoji velikost a stáří.

## Základní údaje
- název: Tis v Novém Městě, Novoměstský tis
- výška: 8 m[1]
- obvod: 160 cm[1], 168 cm (2009)[2]
- věk: 450 let (1994)[1]
- titul Strom hrdina v anketě Strom roku 2005

## Stav stromu a údržba
Tis přežil řadu stavebních úprav včetně rekonstrukce silnice, za což získal titul Strom hrdina z roku 2005. Tento titul bývá udělován stromům, jimž hrozí vážné nebezpečí vlivem lidské činnosti (stavební úpravy, doprava, emise či pokácení), na které je potřeba upozornit.

## Památné a významné stromy v okolí
- Husova lípa (Nové Město nad Metují)
- Dub v Libchyňském údolí
- Masarykova lípa (Krčín)
- Žižkova lípa (Krčín)